# 猫和老鼠：星盘奇缘
《猫和老鼠：星盘奇缘'》（英文名：Tom & Jerry: Forbidden Compass）是由张钢执导、张钢担任编剧，中美合拍的《猫和老鼠》系列首部纯动画院线电影长片。该片于2025年8月2日在中国内地上映。
《猫和老鼠：星盘奇缘》主要讲述了迷恋东方文化的老鼠杰瑞（Jerry）和博物馆保安猫汤姆（Tom）在打斗时带着星斗罗盘意外穿越到古代东方金城，卷入一场神秘力量的终结对决。反派海硕鼠企图夺走罗盘，汤姆和杰瑞与金城守护小团队屋脊兽齐心合力，击败了海硕鼠，守护了金城和百姓的平安。
2025年5月31日，《猫和老鼠：星盘奇缘》获得第27届上海国际电影节金爵奖最佳动画片提名。7月30日，电影《猫和老鼠：星盘奇缘》发布终极预告。

## 剧情介绍
迷恋东方文化的老鼠杰瑞（Jerry）和博物馆保安猫汤姆（Tom）在打斗时带着星斗罗盘意外穿越到古代东方金城，卷入一场神秘力量的终结对决。反派海硕鼠企图夺走罗盘，汤姆和杰瑞与金城守护小团队屋脊兽齐心合力，击败了海硕鼠，守护了金城和百姓的平安。

## 演职员表

### 演员表
- 杰瑞 饰 迷恋东方文化的老鼠
- 汤姆 饰 博物馆保安

### 职员表
- 导演：张钢
- 编剧：张钢

## 角色介绍

### 杰瑞
迷恋东方文化的老鼠杰瑞收到邀请函后，高高兴兴前往展览馆。在展览馆门口，杰瑞遇到当保安的老朋友汤姆猫。杰瑞本以为能够轻松进入展览馆，没想到遭到汤姆猫阻拦

### 汤姆
汤姆在一家博物馆当保安，在上班的时候看到老朋友杰瑞。汤姆立马关上展览馆大门，以禁止老鼠为由拒绝杰瑞进入

## 幕后制作
2025年2月，《猫和老鼠：星盘奇缘》由张钢担任编剧，中国电影股份有限公司、WARNER BROS.(F.E.),INC.（华纳兄弟）（美国）备案立项，同意拍摄。

## 宣传发行

### 宣传活动
2025年6月20日，《猫和老鼠：星盘奇缘》在上海电影节首映。2025年6月21日，经典IP《猫和老鼠》首部动画电影《猫和老鼠：星盘奇缘》官宣将于8月9日全国上映，并发布“汤姆追杰瑞”定档预告、定档海报、及一组剧照；7月8日，该片发布复古风海报、“东方穿越局”版预告、一组剧照；7月15日，该片发布“猫鼠奇遇记”版预告、中国风版海报、剧照；7月22日，该片发布“猫鼠仙友录”预告、“屋脊兽全家福”海报、角色新媒体海报、大暑节气图；7月25日，该片预售开启，并发布预售开启新媒体图、剪影版海报以及由马思唯演唱的《鼠你会 rap？》MV；7月30日，该片发布终极海报、终极预告、特别视频。8月2日，《猫和老鼠：星盘奇缘》“全家夸赞 狙击笑点”口碑特辑上线欢乐释出。

### 票房记录
截至2025年8月3日零时，该片总票房破1000万

## 影片评价
《猫和老鼠：星盘奇缘》在情怀与突破上双线发力，汤姆和杰瑞这对“世纪冤家”延续80余年经典互动模式，默契的打闹、反差萌的性格、让人会心一笑的“猫鼠定律”，将唤醒几代观众的童年记忆；另一方面，电影首次将故事舞台拓展至充满想象力的奇幻世界。将标志性的动作喜剧风格与全新的背景设定巧妙融合，碰撞出前所未有的火花，将为观众带来耳目一新、情怀满格的观影体验和跨越文化、跨越年龄的欢乐，堪称暑期档最适合全家观影的动画大片。（1905电影网 评）
《猫和老鼠》系列动画片是几代人的童年记忆，汤姆和杰瑞“相爱相杀”的故事为童年增添了许多乐趣。此次中美合拍《猫和老鼠：星盘奇缘》则献上了一部中西合璧的作品。（上海电影节 评）
该片是《猫和老鼠》系列首部纯动画院线电影长片，用更新鲜的叙事、更丰富的视觉，为观众带来前所未有的体验！对于“猫和老鼠”这样一个堪称集体回忆的IP，张钢为其注入了新的活力与诠释，他用匠心精神，巧妙捕捉了经典猫和老鼠系列的核心，复刻了其特有的欢笑与追逐。